# Colesterol
Colesterol é um lipídio constituído por um álcool policíclico de cadeia longa, usualmente denominado um esteroide, encontrado nas membranas celulares e transportado por uma nanopartícula natural chamada "LDL" (Low-density Lipoprotein) - popularmente conhecida como o "mau colesterol" - que insere as moléculas de colesterol no seu interior, possibilitando seu transporte (estrutura oleosa que é) através da corrente sanguínea (notória fase aquosa) pelo plasma sanguíneo de todos os animais. É um componente essencial das membranas celulares dos mamíferos. O colesterol é o principal esterol sintetizado pelos animais. Pequenas quantidades são também sintetizadas por outros eucariotas como fungos, porém alguns procariotas como certas bactérias também são capazes de sintetizá-lo.
Os vegetais apresentam o ergosterol. Plantas apresentam um tipo de composto similar chamado de fitosterol.
A maior parte do colesterol presente no corpo é sintetizada pelo próprio organismo, sendo apenas uma pequena parte adquirida pela dieta. Portanto, ao contrário de como se pensava antigamente, o nível de colesterol no sangue não aumenta se não ingerido quantidades adicionais de colesterol através da dieta (a menos, claro, que haja um distúrbio genético). O colesterol é mais abundante nos tecidos que mais sintetizam ou têm membranas densamente agrupadas em maior número, como o fígado, medula espinhal, cérebro e placas ateromatosas (nas artérias). O colesterol tem um papel central em muitos processos bioquímicos, mas é mais conhecido pela associação existente entre doenças cardiovasculares e as diversas lipoproteínas que o transportam, e os altos níveis de colesterol no sangue (hipercolesterolemia).
O colesterol é insolúvel em água e, consequentemente, insolúvel no sangue. Para ser transportado através da corrente sanguínea ele liga-se a diversos tipos de lipoproteínas, partículas esféricas que tem sua superfície exterior composta principalmente por proteínas hidrossolúveis. Existem vários tipos de lipoproteínas, e elas são classificadas de acordo com a sua densidade. As duas principais lipoproteínas usadas para diagnóstico dos níveis de colesterol são:
- lipoproteínas de baixa densidade (Low Density Lipoproteins ou LDL): acredita-se que são a classe maléfica ao ser humano, por serem capazes de transportar o colesterol do fígado até as células de vários outros tecidos. Nos últimos anos, o termo (de certa forma impreciso) "colesterol ruim" ou "colesterol mau" tem sido usado para referir ao LDL que, de acordo com a hipótese de Rudolf Virchow, acredita-se ter ações danosas (formação de placas ateroscleróticas nos vasos sanguíneos).
- lipoproteínas de alta densidade (High Density Lipoproteins ou HDL): acredita-se que são capazes de absorver os cristais de colesterol, que começam a ser depositados nas paredes arteriais/veias (retardando o processo arterosclerótico). Tem sido usado o termo "colesterol bom" para referir ao HDL, que se acredita que tem ações benéficas.

## Fórmula e estrutura química
O colesterol é composto por 27 átomos de carbono, tendo como precursores desses carbonos o acetato.  É uma molécula anfipática, ou seja, possui tanto uma porção polar, constituído pelo grupo hidroxila em C-3 como também um grupo apolar, formado pelos quatro anéis do núcleo esteroide e pela cadeia alifática lateral ligada em C-17. O colesterol apresenta estrutura tetracíclica, composto por quatro anéis A, B, C e D.

## Fisiologia

### Função
O colesterol é necessário para construir e manter as membranas celulares; regula a fluidez da membrana em diversas faixas de temperatura. O grupo hidroxil presente no colesterol interage com as cabeças fosfato da membrana celular, enquanto a maior parte dos esteroides e da cadeia de hidrocarbonetos estão mergulhados no interior da membrana. Algumas pesquisas recentes indicam que o colesterol pode atuar como um antioxidante. O colesterol também ajuda na fabricação da bílis (que é armazenada na vesícula biliar e ajuda a digerir gorduras), e também é importante para o metabolismo das vitaminas lipossolúveis, incluindo as vitaminas A, D, E e K. Ele é o principal precursor para a síntese de vitamina D e de vários hormônios esteroides (que incluem o cortisol e a aldosterona nas glândulas suprarrenais, e os hormônios sexuais progesterona, os diversos estrógenos, testosterona e derivados).
Recentemente, o colesterol também tem sido relacionado a processos de sinalização celular, pela hipótese seria um dos componentes das chamadas "jangadas lipídicas" na membrana plasmática. Também reduz a permeabilidade da membrana plasmática aos íons de hidrogênio e sódio.

### Síntese e ingestão

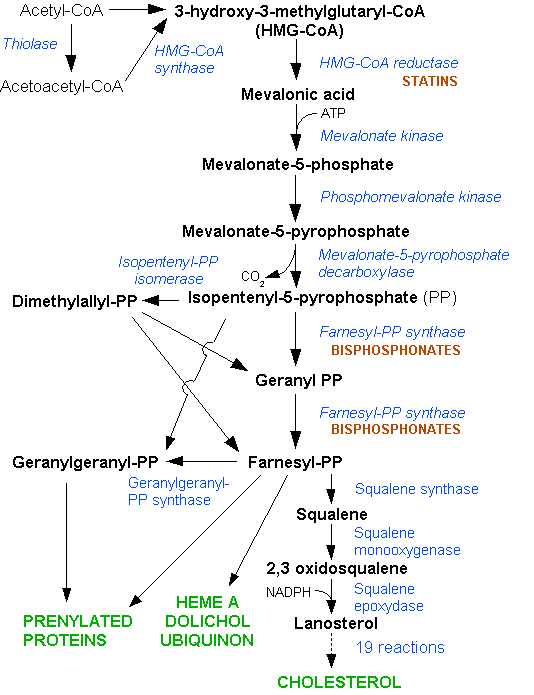
A via metabólica da HMG-CoA redutase

O colesterol é necessário para o funcionamento normal da membrana plasmática de células de mamíferos, sendo sintetizado no retículo endoplasmático das células ou derivado da dieta, sendo que na segunda fonte é transportado pela via sanguínea pelas lipoproteínas de baixa densidade e é incorporado pelas células através de endocitose mediada por receptores em fossas cobertas de clatrina na membrana plasmática, e então hidrolizados em lisossomas.
O colesterol é sintetizado primariamente da acetil CoA através da cascata da HMG-CoA redutase em diversas células e tecidos. Cerca de 20 a 25% da produção total diária (~1 g/dia) ocorre no fígado; outros locais de maior taxa de síntese incluem os intestinos, glândulas adrenais e gônadas. Em uma pessoa de cerca de 68 kg, a quantidade total de colesterol é de 35 g, a produção interna típica diária é de cerca de 1 g e a ingesta é de 200 a 300 mg. Do colesterol liberado ao intestino com a produção de bile, 92-97% é reabsorvido e reciclado via circulação entero-hepática.
Etapas principais da síntese do colesterol:
1. A acetil-CoA se converte em mevalonato: alta ingestão de glicose leva a hipercolesterolemia.
2. O mevalonato após reações sucessivas se transforma em lanosterol.
3. O lanosterol se converte em colesterol após 21 etapas adicionais. Esse esteroide é sintetizado pelo fígado. Através de um processo homeostático quanto maior for a ingestão de colesterol, menor será a quantidade sintetizada pelo fígado. Além disto, o colesterol ingerido em quantidades excessivas não consegue ser eliminado em forma de ácidos biliares e o mecanismo de excreção se torna insuficiente.

Konrad Bloch e Feodor Lynen dividiram o Nobel de Fisiologia ou Medicina de 1964, pelas suas descobertas sobre os mecanismos de regulação do colesterol e metabolismo de ácidos graxos.

### Regulação
A biossíntese do colesterol é regulada diretamente pelos níveis presentes do mesmo, apesar dos mecanismos de homeostase envolvidos ainda serem apenas parcialmente compreendidos. Uma alta ingestão de colesterol da dieta leva a uma redução global na produção endógena, enquanto que uma ingestão reduzida leva ao efeito oposto. O principal mecanismo regulatório é a sensibilidade do colesterol intracelular no retículo endoplasmático pela proteína de ligação ao elemento de resposta a esterol (SREBP). Na presença do colesterol, a SREBP se liga a outras duas proteínas: SCAP (SREBP-cleavage activating protein) e Insig1. Quando os níveis de colesterol caem, a Insig-1 se dissocia do complexo SREBP-SCAP, permitindo que o complexo migre para o aparelho de Golgi, onde a SREBP é clivada pela S1P e S2P (site 1/2 protease), duas enzimas que são ativadas pela SCAP quando os níveis de colesterol estão baixos. A SREBP clivada então migra para o núcleo e age como um fator de transcrição para se ligar ao elemento regulatório de esterol (SRE) de diversos genes para estimular sua transcrição. Entre os genes transcritos estão o receptor LDL e o HMG-CoA redutase. O primeiro procura por LDL circulante na corrente sanguínea, ao passo que o HMG-CoA redutase leva a uma produção endógena aumentada de colesterol.
Uma grande parte deste mecanismo foi esclarecida pelo Dr. Michael S. Brown e Dr. Joseph L. Goldstein nos anos 1970s. Eles receberam o Prêmio Nobel de Fisiologia ou Medicina por seu trabalho em 1985.
A quantidade média de colesterol no sangue varia com a idade, tipicamente aumentando gradualmente até a pessoa chegar aos sessenta anos de idade. Parece haver variações sazonais nos níveis de colesterol em humanos, aumentando, em média, no inverno.

### Excreção
O colesterol é excretado do fígado na bile e é reabsorvido nos intestinos. Dentro de certas circunstâncias, quando está mais concentrado, como na vesícula biliar, ele se cristaliza e é um dos principais constituintes da maioria das pedras na vesícula biliar, embora possam ser formadas, menos frequentemente, pedras de lecitina e bilirrubina na vesícula biliar.

### Fluidos corporais
O colesterol é minimamente solúvel em água; não podendo se dissolver e ser transportado diretamente na corrente sanguínea, que é à base de água. Ao invés, ele é transportado na corrente sanguínea pelas lipoproteínas, que são solúveis em água e carregam o colesterol e triglicerídeos internamente. As apolipoproteínas que formam a superfície de uma dada partícula de lipoproteína determinam de que células o colesterol será removido e para onde ele será fornecido.
As maiores lipoproteínas, que transportam principalmente gorduras da mucosa intestinal para o fígado, são chamadas de quilomícrons. Elas carregam principalmente gorduras na forma de triglicerídeos e colesterol. No fígado, as partículas de quilomícron liberam triglicerídeos e um pouco de colesterol. O fígado converte os metabólitos dos alimentos não queimados em lipoproteínas de densidade muito baixa (VLDL) e secreta-as no plasma onde são convertidas em partículas de lipoproteínas de baixa densidade (LDL) e ácidos graxos não esterificados, que podem afetar outras células do corpo. Em indivíduos saudáveis, as relativamente poucas partículas de LDL são de tamanho grande. Em contraste, números aumentados de partículas de LDL de baixa densidade (sdLDL) são fortemente associados com a presença de doença ateromatosa nas artérias. Por esta razão, o LDL é considerado o "colesterol ruim".
O programa nacional de educação sobre o colesterol nos Estados Unidos, de 1987, sugere que o níveis de colesterol total no sangue sejam:
- <200 mg/dl colesterol sanguíneo total normal
- 200–239 mg/dl limite de colesterol total
- >240 mg/dl colesterol total alto

As partículas de lipoproteína de alta densidade (HDL) transportam colesterol de volta para o fígado para a excreção, mas variam consideravelmente em sua efetividade em fazer isto. Geralmente é chamada de "colesterol bom", pois ter partículas grandes de HDL em grandes quantidades traz benefícios à saúde. Em contraste, ter pequenas quantidades de partículas grandes de HDL está associado a progressão de doenças com ateromas no interior das artérias.

## Importância clínica

### Hipercolesterolemia
O termo hipercolesterolemia refere-se a níveis aumentados de colesterol na corrente sanguínea. Condições com elevadas concentrações de partículas LDL oxidadas, especialmente partículas LDL pequenas, estão associadas com a formação de ateromas nas paredes das artérias, uma condição conhecida como aterosclerose, que é a principal causa de doença coronariana cardíaca e outras formas de doença cardíaca. Em contraste, as partículas de HDL (especialmente HDL grandes) têm sido identificadas como um mecanismo pelo qual o colesterol e mediadores inflamatórios podem ser removidos do ateroma. As taxas aumentadas de HDL estão relacionadas a taxas menores de progressão e até mesmo regressão dos ateromas.
Os níveis elevados de frações de lipoproteínas, LDL, IDL e VLDL são considerados aterogênicos (propensos a causas aterosclerose). Os níveis destas frações, ao invés do nível de colesterol total, se relacionam com o aumento e a progressão de aterosclerose. Desta maneira, o nível de colesterol total pode estar dentro dos limites normais, embora composto principalmente de pequenas partículas de LDL e de HDL, o que, sob estas condições, faria com que as taxas de crescimento de ateromas continuariam altas. Em contraste, entretanto, se o número de partículas LDL é baixo (principalmente de partículas grandes) e uma grande porcentagem de partículas de HDL é grande, então as taxas de crescimento de ateromas são geralmente baixas, até mesmo negativas, para qualquer concentração de colesterol total.
Estes efeitos são ainda mais complicados pela concentração relativa de dimetilarginina assimétrica (ADMA) no endotélio, já que a ADMA "regula para baixo" ("down-regulation") a produção de óxido nítrico, um relaxante do endotélio. Consequentemente, níveis altos de ADMA, associados com níveis aumentados de LDL oxidadas proporcionam um fator de risco aumentado à doença cardiovascular.
A Associação Americana do Coração relaciona os seguintes níveis de colesterol sanguíneos totais em jejum e o risco para doenças cardíacas:
| Nível em mg/dL | Nível em mmol/L | Risco de doença cardíaca                        |
| <200           | <5,2            | Nível desejável: menor risco de doença cardíaca |
| 200-239        | 5,2-6,2         | Limiar de alto risco                            |
| >240           | >6,2            | Nível não-desejável: alto risco                 |

Entretanto, como os métodos atuais de exames determinam o colesterol LDL ("ruim") e o HDL ("bom") separadamente, este modo simplístico de se avaliar o nível de colesterol se tornou obsoleto. O nível desejável de colesterol LDL é menos do que 100 mg/dL (2,6 mmol/L), embora um novo alvo de <70 mg/dl  pode ser considerado para indivíduos em alto risco baseado em alguns dos testes mencionados acima. O nível ideal de colesterol HDL é de >60 mg/dl(1.56 mmol/l)  . Uma proporção de colesterol total para o HDL — outra forma útil de medição — de menos de 5:1 acredita-se ser saudável. Como nota, os valores típicos de LDL para criança antes que os estágios iniciais de ateroma comecem a se desenvolver é 35 mg/dL.
Os pacientes devem estar conscientes que a maioria dos métodos de examinação para LDL não medem realmente o LDL em seus sangue, uma partícula de tamanho muito menor. Por razões de custo, os valores de LDL têm sido estimados usando-se a fórmula Friedewald: [colesterol total] − [HDL total] − 20% do valor de triglicerídios = LDL estimado. A base disto é que o colesterol total é definido como a soma de HDL, LDL e VLDL. Geralmente somente o colesterol total, o HDL e os triglicerídios são realmente medidos. O VLDL é estimado a quinta parte (1/5) dos triglicerídios. É importante estar em jejum por pelo menos 8-12 horas antes do exame de sangue porque os níveis de triglicerídios variam significativamente com a ingesta de alimentos.
Cada vez mais existem evidências clínicas que fortemente sustentam o maior valor de predição dos exames mais sofisticados que medem tanto as concentrações de partículas de LDL e HDL e tamanho, ao contrário dos exames comuns citados acima.

## Fontes na dieta

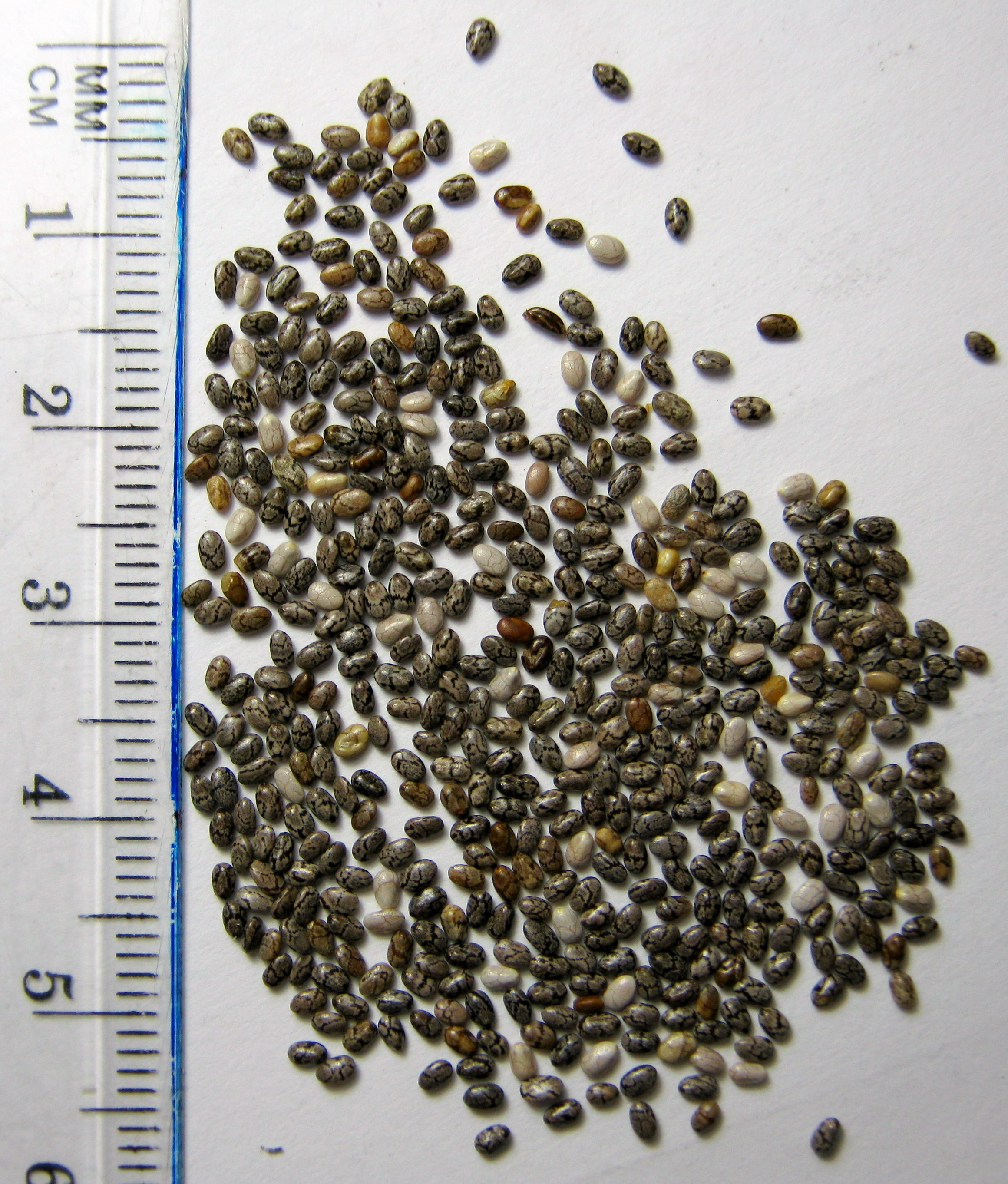
A semente da chia é uma das mais ricas fontes conhecidas (tanto entre as vegetais quanto entre as animais) do ácido alfalinolênico, um dos ácidos graxos classificados como ômega 3.

## Imagens adicionais

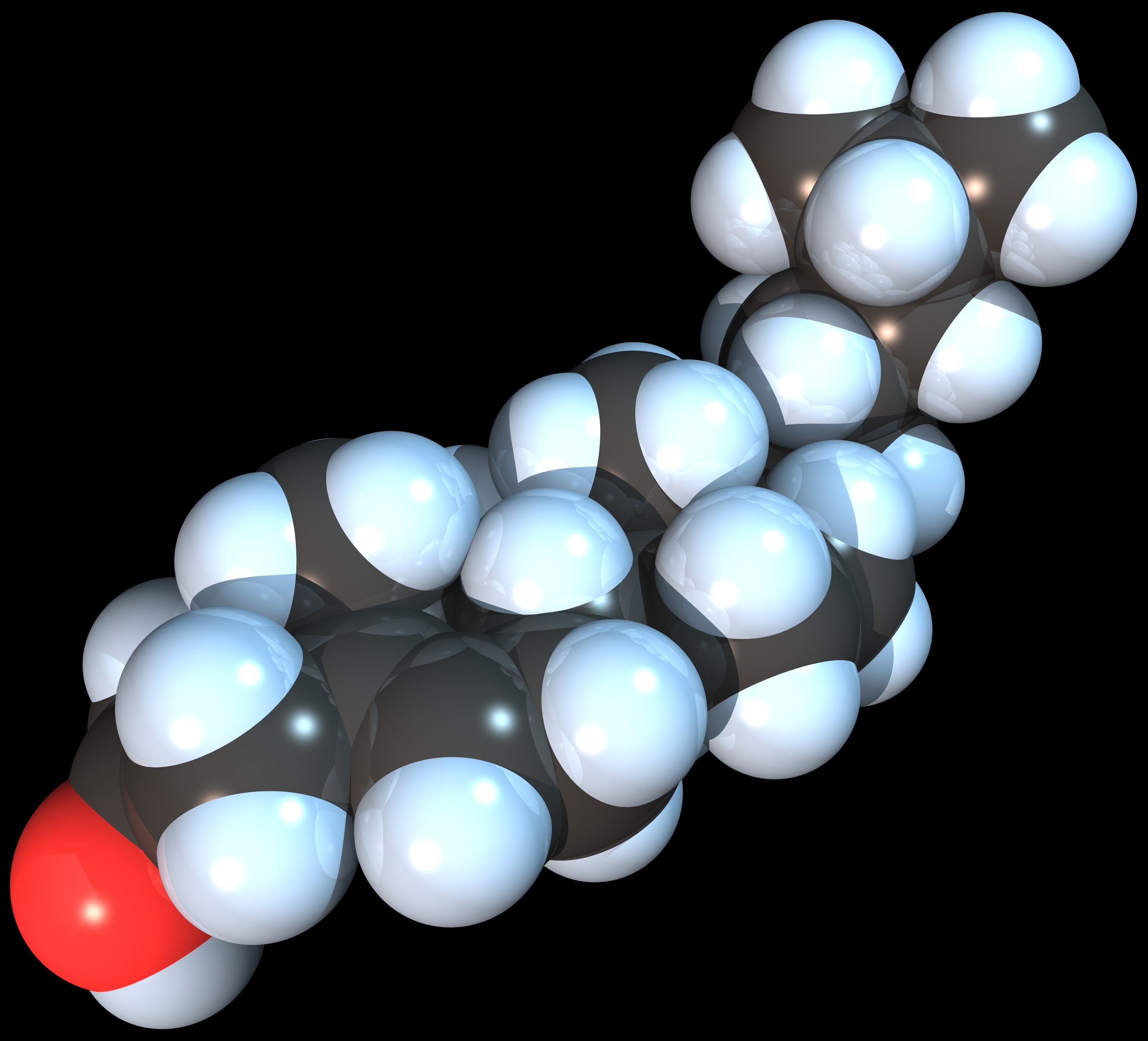
Modelo espacial da molécula de colesterol…

### Hipocolesterolemia
Os níveis anormalmente baixos de colesterol são chamados de hipocolesterolemia. As pesquisas sobre as causas desta condição são relativamentes limitadas: enquanto alguns estudos sugerem uma relação com a depressão, câncer e hemorragia cerebral, ainda não se sabe ao certo se os níveis baixos de colesterol são a causa destas condições ou se são um epifenômeno.